# Elektromechaniczne układy inspirowane Origami
Elektromechaniczne układy inspirowane origami – urządzenia o wielkości mikro- (MEMS, ang. mikroelectromechanical systems) oraz nanometrycznej (NEMS, ang. nanoelectromechanical systems), których podstawą morfologii oraz sposobu działania stanowią rozwiązania zaczerpnięte ze sztuki origami.
Elektromechaniczne urządzenia inspirowane origami charakteryzują się niewielkimi wymiarami, co stanowi podstawę miniaturyzacji systemów w elektronice oraz możliwością samoprzebudowy w docelowy komponent poprzez zmianę kształtu w zależności od pełnionej funkcji. Zaletą takich układów jest przede wszystkim możliwość łączenia materiałów i komponentów 2D oraz 3D, a także możliwość łączenia różnych grup materiałów pod względem morfologii i właściwości, tj. polimery, metale, półprzewodniki, ceramika oraz kompozyty. Ponadto do wytworzenia takich układów mogą być wykorzystywane innowacyjne techniki, jak np. druk 3D.

## Podstawowe zasady działania[2][3][4]
Elektromechaniczne układy inspirowane origami mogą przekształcać się w urządzenia 3D poprzez zginanie i poruszanie się w odpowiedzi na prąd elektryczny i wzbudzenie mikrofalowe, które dostarczane są przez wbudowane ogniwa fotowoltaiczne i tranzystory HEMT (ang. High Electron Mobility Transistors). Źródła energii przenikają przez metalowe połączenia. Całe urządzenie może być napędzane przez zewnętrzny system prowadzenia oparty na źródle mikrofalowym lub wysokoenergetycznym źródle światła. Samoorganizacja do postaci 3D odbywa się za pomocą siłowników z pamięcią kształtu. Takie urządzenia uruchamiające mogą również potencjalnie umożliwiać przesuwanie się, np. poprzez ruch ślizgowy. Dzięki temu, origami MEMS/NEMS może przemieszczać się do pożądanego miejsca, w którym będzie działać i gromadzić dane. Projekt MEMS inspirowany origami zakłada również obecność spintronicznych obwodów logicznych ze względu na konieczność okresowego gromadzenia danych.

## Znaczenie inspiracji origami
Origami znajduje coraz większe zainteresowanie w naukach inżynieryjno-technicznych, a także w medycynie. Coraz to większy postęp technologiczny wymaga stosowania układów o skomplikowanej i dostosowywalnej morfologii w zależności od pełnionej funkcji. Inspirowanie oraz wykorzystanie techniki origami w celu uzyskania bardziej złożonych elementów pozwala na uzyskanie samoorganizujących się urządzeń. Wykorzystanie origami w elektronice jest nowym kierunkiem do rozwoju symulacji, obliczeń komputerowych oraz programowania. Nowością podejścia opartego na origami jest zastosowanie różnych technik i metod zwykle stosowanych do produkcji elementów urządzeń „2D” i połączenie ich w procesie produkcyjnym, w którym można uzyskać kompletne struktury „3D”, to znaczy mikroroboty. Wykorzystanie origami jako technologii wytwarzania zapewnia: opłacalność, skalowalność, a przede wszystkim możliwość zastosowania nowych materiałów, co zwiększa funkcjonalność urządzenia. Technologia pozwala na połączenie różnych grup materiałów o różnych morfologiach. Inspirowane origami MEMS lub NEMS wyprodukowane zgodnie z proponowanym podejściem można traktować jako wiele urządzeń o szerokim zakresie zastosowań technologicznych. Zastosowane materiały dotyczą półprzewodników, takich jak SiC, GaN, polimery, takie jak poliamid, metale i ich stopy. Głównym celem zastosowanej technologii jest miniaturyzacja komponentów cienkimi warstwami i rozmiarami w nanoskali, tworząc całe urządzenie jako hybrydę, bez potrzeby dalszego montażu mikro / nano-mechanicznego. Technologia produkcji oparta na idei origami MEMS / NEMS urządzenia lub mikro/nano-robota opiera się na metodach takich jak: rozpylanie jonowe, litografia foto- i elektronowa, nano-produkcja laserowa, laminowanie i metody addytywne, na przykład drukowanie 3D.

## Kluczowe etapy wytwarzania[5]
- Projektowanie komputerowe, modelowanie i symulacje działania origami MEMS/NEMS, tj. kształtu wzoru, rozmiaru, wyboru materiałów i oceny potencjalnej funkcjonalności.
- Laminowanie warstw podstawowych dla części nie zginalnych i giętych. Warstwy funkcjonalne i strukturalne materiału mogą tworzyć złożoną strukturę. Idąc krok dalej to podejście może umożliwić uzyskanie struktury typu meta-materiału, którą można później połączyć z warstwami funkcjonalnymi produkowanych urządzeń MEMS/NEMS.
- Foto- i elektronolitografia w celu utworzenia warstw funkcjonalnych MEMS/NEMS. Obie techniki umożliwiają wytwarzanie wzorów nm. Obie techniki umożliwiają wytwarzanie wzorców w skali nm, umożliwiając w ten sposób bezproblemową produkcję logiki, pamięci i obwodów zasilania MEMS/NEMS dla w pełni funkcjonalnego urządzenia, bez potrzeby mikro-nano-montażu, eliminując niezbędne koszty i robociznę oraz zapewniając niezbędną produkcję skalowalność.
- Przygotowanie polimerowej obudowy MEMS/NEMS i cięcie laserem przygotowanych wielowarstwowych cienkich arkuszy w osobne urządzenia. Wykorzystując wbudowane warstwy funkcjonalne, wytworzone urządzenia można przekształcić z ich płaskiej w wolumetryczną formę, w oparciu o zasadę origami, poprzez zastosowanie zewnętrznego źródła energii, takiego jak światło, mikrofale lub ewentualnie pole magnetyczne.

## Zastosowania
Docelowe zastosowania inspirowanej origami technologii wytwarzania MEMS to masowa produkcja systemów MEMS/NEMS dla następujących gałęzi przemysłu i sektorów:
- czujniki i mikro/nano roboty dla przemysłu lotniczego pod względem szybkiej diagnostyki na miejscu złożonych systemów, takich jak silniki lotnicze, bez konieczności demontażu jednostki floty,
- medycyna w zakresie mikro i nanourządzeń do ukierunkowanego dostarczania leków i mikromanipulacji tkanki ludzkiej w diagnostyce i leczeniu, np. elastyczne stenty[6].

## Studium przypadku
Roboty drukowane inspirowane origami: Onal i wsp. wykorzystali druk 3D jako jedną z istniejących technik szybkiego prototypowania robotów inspirowanych origami. Metoda ta pozwoliła na szybkie wyprodukowanie tanich, sprawnych, zwinnych, funkcjonalnych maszyn elektromechanicznych. Wskazali, że metoda może zostać zautomatyzowana i w późniejszych etapach może nie wymagać wiedzy technicznej ani umiejętności ze strony użytkownika. Z tego powodu metoda ta wydaje się obiecującym sposobem produkcji mikrorobotów z ekonomicznego punktu widzenia.
„Monolithic Bee” origami pop-up robot: Wykonanie urządzenia MEMS obejmowało mikroobróbkę laserową kilku warstw materiału, od strukturalnych warstw arkusza z włókna węglowego po elastyczne warstwy poliamidowe stosowane do składania. Przed mikrofabrykacją elementy, takie jak czujniki, czy układy scalone (IC) można drukować na wybranych warstwach, aby uzyskać w pełni funkcjonalny projekt. Po początkowej mikroobróbce warstwy zostały wyrównane w celu laminowania. Pełny zestaw warstw wraz z innymi komponentami funkcjonalnymi, które zostały zintegrowane w procesie laminowania, zostały następnie poddane dodatkowej mikroobróbce laserowej. Wyprodukowane urządzenie 2D zostało zmontowane w formę 3D z wykorzystaniem kilku stopni swobody zawartych w projekcie. Ostatecznie w otrzymanej trójwymiarowej „pop-up” formie „zamrożono” stopnie swobody przy użyciu lutowania.